# Почесний нагрудний знак «За відмінну службу в аеромобільних військах Сухопутних військ Збройних Сил України»
Почесний нагрудний знак командувача Сухопутних військ Збройних Сил України «За відмінну службу в аеромобільних військах Сухопутних військ Збройних Сил України»  — українська відомча нагорода, якою нагороджуються військовослужбовці, працівники та ветерани Збройних Сил України.

## Історія нагороди
Затверджено наказом начальника Генерального штабу — Головнокомандувача Збройних Сил України від 9 листопада 2010 р. № 185 

## Положення про відзнаку
1. Почесним нагрудним знаком командувача Сухопутних військ Збройних Сил України «За відмінну службу в аеромобільних військах Сухопутних військ Збройних Сил України» (далі — нагрудний знак) нагороджуються військовослужбовці, працівники та ветерани Збройних Сил України, за зразкову та бездоганну службу, високі показники з бойової та спеціальної підготовки та вагомий особистий внесок у справу розбудови аеромобільних військ Сухопутних військ Збройних Сил України.
2. Нагородження нагрудним знаком здійснюється з нагоди державних, професійних свят, ювілеїв військових частин (установ) та особистих ювілеїв, у разі звільнення з військової служби та в інших випадках наказом командувача Сухопутних військ Збройних Сил України.
3. Нагрудні знаки у вигляді медалей носять з лівого боку, а у вигляді значків — з правого боку грудей та розміщуються після заохочувальних відзнак Міністерства оборони України, почесних нагрудних знаків начальника Генерального штабу — Головнокомандувача Збройних Сил України.
Почесний нагрудний знак командувача Сухопутних військ Збройних Сил України «За відмінну службу в аеромобільних військах Сухопутних військ Збройних Сил України» (далі — нагрудний знак) виготовляється із жовтого металу і має вигляд прямого рівностороннього хреста з розбіжними променями, кінці яких заокруглені. Хрест накладено на лавровий вінок. Поверхня хреста матова. На тлі хреста розміщено зображення емблеми військовослужбовців аеромобільних військ Сухопутних військ Збройних Сил України. Купол парашута на емблемі покрито емаллю білого кольору, простір між стропами — емаллю блакитного кольору.
Зворотний бік нагрудного знака плоский з написом «ЗА ВІДМІННУ СЛУЖБУ».
Усі зображення і напис рельєфні.
Розмір нагрудного знака: 32 мм.
За допомогою вушка з кільцем нагрудний знак з'єднується з прямокутною колодкою, обтягнутою стрічкою. Розмір колодки: висота — 45 мм, ширина — 28 мм. На зворотному боці колодки є застібка для прикріплення нагрудного знака до одягу.
Стрічка нагрудного знака шовкова муарова з поздовжніми смужками: зеленого — 2 мм, синього — 10 мм, білого — 4 мм, синього — 10 мм, зеленого — 2 мм кольорів.
Планка нагрудного знака являє собою металеву пластинку, обтягнуту відповідною стрічкою. Розмір планки: висота — 12 мм, ширина — 28 мм.

## Порядок носіння відзнаки
Почесний нагрудний знак командувача Сухопутних військ Збройних Сил України «За відмінну службу в аеромобільних військах Сухопутних військ Збройних Сил України» носять з лівого боку грудей після державних нагород України та заохочувальних відзнак Міністерства оборони України або нижче них. За наявності почесного нагрудного знака начальника командувача Сухопутних військ Збройних Сил України «Почесний десантник» розміщують після нього.